# 冯丕成
冯丕成（1908年—1983年），男，四川巴中人，中华人民共和国军事人物，中国人民解放军少将，第五届全国政协委员。